# NGC 188
NGC 188 је расејано звездано јато у сазвежђу Цефеј које се налази на NGC листи објеката дубоког неба.
Деклинација објекта је + 85° 15' 30" а ректасцензија 0h 47m 30,0s. Привидна величина (магнитуда) објекта NGC 188 износи 8,1. NGC 188 је још познат и под ознакама OCL 309.